# Évelyne Lacroix
Pour les articles homonymes, voir Lacroix.
Évelyne Lacroix, née le 12 mars 1939 à Paris et morte le 22 septembre 1993 à Saint-Cloud, aussi connue sous le nom de Ève Lacroix, est une actrice de cinéma française.

## Filmographie
- 1956 :  Les Aventures de Till l'Espiègle, de Gérard Philipe et Joris Ivens
- 1956 : Et Dieu… créa la femme, de Roger Vadim
- 1960 :  Une fille pour l'été, d'Edouard Molinaro
- 1960 : Les Scélérats, de Robert Hossein (scénario et dialogues de Frédéric Dard) (Evelyne Lacroix apparaît sous le pseudonyme de Cady Muller)
- 1962 :  Les Honneurs de la guerre, de Jean Dewever
- 1962 :  Carillons sans joie de Charles Brabant
- 1962 :  Alerte au barrage, de Jacques Daniel-Norman
- 1962 : Trique, gamin de Paris (Les Fugitifs), de Marco de Gastyne (Evelyne Lacroix apparaît sous le pseudonyme de Cady Muller)

### Télévision
- 1961 : Le Nain de Pierre Badel